# Canton de Moulins-Engilbert
Le canton de Moulins-Engilbert est une ancienne division administrative française située dans le département de la Nièvre et la région Bourgogne.

## Géographie
Ce canton est organisé autour de Moulins-Engilbert et est l'un des six cantons de l'arrondissement de Château-Chinon (Ville). Son altitude varie de 196 m (Isenay) à 818 m (Villapourçon) pour une altitude moyenne de 297 m.

## Représentation

### Conseillers généraux de 1833 à 2015
| Période | Période          | Identité                                                           | Étiquette            | Qualité |
| ------- | ---------------- | ------------------------------------------------------------------ | -------------------- | --- |
| 1833    | 1835 (démission) | Jean-Louis Trémeau de Soulmé                                       |                      | Maître de forges à Vandenesse                                                                                                  |
| 1835    | 1839             | Louis François Pierre Jean Dubois-Dufresne                         |                      | Juge de paix à Moulins-en-Gilbert, conseiller d'arrondissement                                                                 |
| 1839    | 1845             | Marie Eléonor Pougault                                             |                      | Magistrat, notaire Maire de Moulins-en-Gilbert (1845)                                                                          |
| 1845    | 1848             | Comte Deschamps de Saint-Léger                                     |                      | Propriétaire à Moulins-en-Gilbert                                                                                              |
| 1848    | 1852             | Jules François Miot                                                | Montagne             | Pharmacien à Moulins-en-Gilbert Représentant du peuple (1849-1851)                                                             |
| 1852    | 1861             | Antoine Théodore Viel de Lunas Marquis d'Espeuilles                |                      | Maire de Saint-Honoré Sénateur (1853-1870)                                                                                     |
| 1861    | 1870             | Louis-Adrien Bonneau du Martray                                    |                      | Ancien capitaine d'artillerie Ancien Maire de Moulins-en-Gilbert                                                               |
| 1870    | 1871             | Paul Curé de la Chaumelle                                          |                      | Propriétaire de l'Hôtel Sallonnyer Maire de Moulins-Engilbert (1869-1870, 1875-1877)                                           |
| 1871    | 1895             | Marquis Marie Louis Antonin Viel de Lunas d'Espeuilles             | Conservateur         | Général, propriétaire du Château de La Montagne à Saint-Honoré-les-Bains Sénateur (1876-1879)                                  |
| 1895    | 1901             | Comte Albéric Viel de Lunas d'Espeuilles (demi-frère du précédent) | Droite               | Diplomate Député (1877-1885 et 1889-1893) Maire de Montapas, propriétaire de l'établissement thermal de Saint-Honoré-les-Bains |
| 1901    | 1907 (décès)     | Pierre Martin                                                      | Rad.                 | Docteur en médecine (oculiste)                                                                                                 |
| 1907    | 1930 (décès)     | Pierre Derangère                                                   | Rad.                 | Négociant en vins - Maire de Villapourçon, conseiller d'arrondissement Député (1914-1919)                                      |
| 1930    | 1934 (décès)     | Jean Aupetit                                                       | Rad.                 | Vétérinaire à Moulins-Engilbert                                                                                                |
| 1934    | 1937             | Prosper Hustache                                                   | Républicain          | Commerçant Conseiller municipal de Villapourçon                                                                                |
| 1937    | 1940             | Jules Denis                                                        | PSF                  | Vétérinaire, maire de Moulins-Engilbert Nommé conseiller départemental en 1943                                                 |
|         |                  |                                                                    |                      | |
| 1945    | 1951             | Marcel Derangère (fils de P.Derangère)                             | SFIO                 | Ancien instituteur Maire de Villapourçon                                                                                       |
| 1951    | 1964             | Jean Doussot                                                       | RPF puis RS puis UNR | Exploitant agricole Adjoint au Maire de Moulins-Engilbert Sénateur (1952-1959)                                                 |
| 1964    | 1979             | Louis Lepère                                                       | CIR puis PS          | Assureur - Conseiller régional Maire de Moulins-Engilbert                                                                      |
| 1979    | 2008             | Joseph Lambert                                                     | PS                   | Enseignant Conseiller régional Maire de Moulins-Engilbert                                                                      |
| 2008    | 2015             | Jacques Guillemain                                                 | SE (ex-PS)           | Maire de Moulins-Engilbert (2001-2014)                                                                                         |

### Conseillers d'arrondissement (de 1833 à 1940)
Le canton de Moulins-Engilbert avait trois, puis deux conseillers d'arrondissement.
| Période                                  | Période           | Identité                                   | Étiquette          | Qualité |
| ---------------------------------------- | ----------------- | ------------------------------------------ | ------------------ | --- |
| 1833                                     | 1833 (annulation) | Pierre François Marie Dubois (1787-1868)   |                    | Contrôleur des contributions directes, propriétaire à Moulins-Engilbert                                     |
| 1833                                     |                   | M. Pelletier                               |                    | Maire de Maux                                                                                               |
| 1833                                     | 1835              | Louis François Pierre Jean Dubois-Dufresne |                    | Juge de paix à Moulins-Engilbert                                                                            |
| 1834                                     | 1839              | Pierre François Marie Dubois               |                    | Contrôleur des contributions directes, propriétaire à Moulins-Engilbert                                     |
| 1836                                     | 1848              | Jean Louis Moreau (1801-1887)              |                    | Procureur du Roi à Château-Chinon, propriétaire à Saint-Hilaire-en-Morvan                                   |
| 1848                                     |                   | Jean-François Moreau                       |                    | Notaire à Moulins-Engilbert                                                                                 |
| 1848                                     |                   | Jacques Collet                             |                    | Propriétaire à Villapourçon                                                                                 |
|                                          |                   |                                            |                    | |
| av.1883                                  | 1904              | Louis Dumont                               | Conservateur       | Propriétaire à Cussy, Villapourçon                                                                          |
| av.1883                                  | 1904              | Ferdinand Laporte (1846-1913)              | Conservateur       | Agriculteur, propriétaire du château d'Abon, maire de Maux (1868-1913)                                      |
| 1904                                     | 1907              | Pierre Derangère                           | Radical            | Négociant en vins, maire de Villapourçon                                                                    |
| 1904                                     | 1910              | Lucien Coquard                             | Radical            | Cafetier, conseiller municipal de Moulins-Engilbert                                                         |
| 1907                                     | 1910              | Jacques Poulet                             | Radical            | Négociant en vins, maire de Saint-Honoré                                                                    |
| 1910                                     | 1919              | Adrien Perricaudet                         | PRS                | Teinturier à Moulins-Engilbert                                                                              |
| 1910                                     | 1934 (décès)      | Jean Aupetit (1874-1934)                   | PRS                | Vétérinaire sanitaire, maire de Moulins-Engilbert                                                           |
| 1919                                     | 1928              | Jean Lambert                               | Radical            | Cultivateur à Moulins-Engilbert                                                                             |
| 1928                                     | 1934              | M. Laboue                                  | PRS                | |
| 1934                                     | 1940              | André Bézille                              | Union républicaine | Entrepreneur à Saint-Honoré                                                                                 |
| 1934                                     | 1940              | François Berthault                         | Union républicaine | Régisseur du château des Moynes à Villapourçon                                                              |
| 1940                                     |                   |                                            |                    | Les conseils d'arrondissement ont été suspendus par la loi du 12 octobre 1940 et n'ont jamais été réactivés |
| Les données manquantes sont à compléter. |                   |                                            |                    | |

## Composition
Le canton de Moulins-Engilbert groupait 10 communes et comptait 4 370 habitants (population municipale de 2006).
| Communes               | Population (2012) | Code postal | Code Insee |
| ---------------------- | ----------------- | ----------- | ---------- |
| Isenay                 | 126               | 58290       | 58135      |
| Maux                   | 143               | 58290       | 58161      |
| Montaron               | 168               | 58250       | 58173      |
| Moulins-Engilbert      | 1 685             | 58290       | 58182      |
| Onlay                  | 164               | 58370       | 58199      |
| Préporché              | 210               | 58360       | 58219      |
| Saint-Honoré-les-Bains | 846               | 58360       | 58246      |
| Sermages               | 225               | 58290       | 58277      |
| Vandenesse             | 346               | 58290       | 58301      |
| Villapourçon           | 457               | 58370       | 58309      |

## Démographie
| 1962  | 1968  | 1975  | 1982  | 1990  | 1999  | 2006  | 2009 |
| ----- | ----- | ----- | ----- | ----- | ----- | ----- | ---- |
| 5 866 | 6 237 | 5 599 | 4 913 | 4 571 | 4 302 | 4 370 | -    |

Histogramme de l'évolution démographique depuis 1962 :